# Wimmeria lambii
Wimmeria lambii är en benvedsväxtart som först beskrevs av Standley och L. O. Williams, och fick sitt nu gällande namn av Lundell. Wimmeria lambii ingår i släktet Wimmeria och familjen Celastraceae. Inga underarter finns listade.